# Culicoides marginus
Culicoides marginus är en tvåvingeart som beskrevs av Chu 1984. Culicoides marginus ingår i släktet Culicoides och familjen svidknott. Inga underarter finns listade i Catalogue of Life.